# Robert B. Sherman
Robert Bernard Sherman (19. prosince 1925 New York City, New York, USA – 5. března 2012 Londýn, Anglie, UK) byl americký hudební skladatel. Spolu se svým bratrem Richardem tvořil sourozenecké duo Sherman Brothers. Složili spolu hudbu k mnoha filmům, mezi které patří například Mary Poppins, Kniha džunglí (1967), Chitty Chitty Bang Bang (1968), Medvídek Pú: Nejlepší dobrodružství (1977) a dalším.